# Ljungbergs tryckeri
Den här sidan handlar om papperstryckeriet. För Ljungbergs textiltryckeri, se Ljungbergs Textiltryck.
Ljungbergs Tryckeri är ett svenskt arkoffsettryckeri grundat 1909 av Enoch Ljungberg i Klippan, Skåne. Företaget har cirka 50 anställda och omsatte år 2011 runt 75 miljoner kronor. Tryckeriets drygt 100-åriga historia har lett till att det idag är ett av Sveriges äldsta och största arkoffsettryckerier. Ljungbergs Tryckeri levererar både digitaltryck och offsettryck och hanterar i stort sett alla typer av tryckformat. Företaget verkar mestadels inom Sverige men även inom Norden och övriga Europa.

## Historia
Ljungbergs Tryckeri grundades den 15 november 1909 av Enoch Ljungberg. Företaget började som ett accidenstryckeri i Klippan där det har sitt huvudkontor och tryckeri än idag. Vid uppstarten av företaget ägnade Enoch Ljungberg kvällarna åt att cykla runt i närliggande orter för att hitta kunder och marknadsföra sitt företag. För Ljungbergs del ledde hans engagemang till en positiv utveckling och det dröjde inte länge innan han behövde investera i en ”snällpress” för att klara av större format. Idag drivs företaget av tredje generationen där Bengt Ljungberg är VD och ägare. 2010 fick han Grafiskt Forums Bragdpris för lång och osjälvisk tjänst i den grafiska branschen. Han fick priset för ett 30 år långt engagemang i branschen.

## Utmärkelser
- 1998 – The Eco Prize
- 2010 – Grafiskt Forums Bragdpris